# Шлайц
Шлайц (на немски: Schleiz) е град в провинция Тюрингия, Централна Германия, административен център на окръг Заале-Орла. Населението на града е 8464 души (по приблизителна оценка от декември 2017 г.).